# Gilles Émery
Pour les articles homonymes, voir Emery.
Gilles Emery (né en 1962 à Sierre) est un théologien catholique, membre de la Commission théologique internationale de 2004 à 2014.

## Biographie
Gilles Emery naît en 1962 à Sierre, dans le canton du Valais.
Il effectue l'ensemble de ses études puis de sa carrière à l'Université de Fribourg. Il entre en 1985 dans l'Ordre dominicain des Frères Prêcheurs.
En 1994, il soutient sa thèse de doctorat sous la direction de Jean-Pierre Torrell[réf. souhaitée].
Après son habilitation l'année suivante, il devient chargé de cours en théologie dogmatique. Il est nommé professeur ordinaire en 1997.
Ses domaines de recherche sont la théologie trinitaire, la théologie de la création et la théologie de Thomas d'Aquin,.
En 2004, il est nommé membre de la Commission théologique internationale. Son mandat est renouvelé en 2009 pour un nouveau quinquennat.
En 2012, Bruno Cadoré lui confère le titre de Maître en théologie.
Un ouvrage collectif a été publié en son honneur en 2022.

## Publications principales
- La Trinité créatrice, Trinité et création dans les commentaires aux Sentences de Thomas d'Aquin et de ses précurseurs Albert le Grand et Bonaventure, Paris, Vrin, 1995.
- Thomas d'Aquin, Traités : Les raisons de la foi, Les articles de la foi et les sacrements de l'Église, Paris, Cerf, 1999.
- Trinity in Aquins, Sapientia Press, Ypsilanti, 2003.
- La théologie trinitaire de saint Thomas d'Aquin, Paris, Cerf, 2004[7],[8],[9].
- Trinity, Church, and the Human Person, Thomistic Essays, “Faith and Reason: Studies in Catholic Theology and Philosophy”. Sapientia Press, Naples 2007.
- La Trinité, Introduction théologique à la doctrine catholique sur Dieu Trinité, Paris, Cerf, 2009[10].
- Présence de Dieu et union à Dieu, création, habitation par grâce, incarnation et vision bienheureuse selon saint Thomas d'Aquin, Paris, Parole et Silence, 2017.